# Aero A.24
Die Aero A.24 war ein vom tschechischen Flugzeughersteller Aero gebauter dreistieliger Doppeldecker in einer Auslegung als Bombenflugzeug.

## Geschichte
Die A.24 wurde im Jahre 1924 bei Aero als schwerer zweimotoriger Bomber entwickelt.
In Testflügen erwies sich das Versuchsmuster jedoch mit den Maybach-Mb.IV-Motoren als ausgesprochen schwerfällig, so dass eine Serienfertigung nicht erfolgte.

## Aufbau
Die Aero A.24 war ein dreistieliger Doppeldecker. Der Rumpf war in Gemischtbauweise aus Holz und Metall aufgebaut, die Konstruktion war mit Stoff bespannt. Die gleich langen Tragflächen bestanden aus einer stoffbespannten Holzkonstruktion; alle Flächen waren mit je einem Querruder versehen.
Das Fahrwerk bestand aus einem vierrädrigen Hauptfahrwerk, wobei die beiden Räderpaare jeweils unter den Motorgondeln angebracht waren, und einem starren Hecksporn.

## Technische Daten
| Kenngröße             | Daten                                        |
| --------------------- | -------------------------------------------- |
| Besatzung             | 3–4                                          |
| Länge                 | 13,70 m                                      |
| Spannweite            | 22,20 m                                      |
| Flügelfläche          | 106 m²                                       |
| Leermasse             | 2960 kg                                      |
| max. Startmasse       | 4511 kg                                      |
| Antrieb               | zwei 6-Zylinder-Reihenmotoren Maybach Mb.IVa |
| Startleistung         | 240 PS (177 kW)                              |
| Höchstgeschwindigkeit | 155 km/h                                     |
| Marschgeschwindigkeit | 110 km/h                                     |
| Steigzeit             | 36,8 min auf 3000 m Höhe                     |
| Reichweite            | 600 km                                       |
| Dienstgipfelhöhe      | 3600 m                                       |
| Bewaffnung            | ca. 1000 kg Bombenlast                       |